# Ropalopus mali
Ropalopus mali är en skalbaggsart som beskrevs av Holzschuh 1993. Ropalopus mali ingår i släktet Ropalopus och familjen långhorningar. Inga underarter finns listade i Catalogue of Life.